# Arcynopteryx amurensis
Arcynopteryx amurensis är en bäcksländeart som beskrevs av Zhiltzova och Levanidova 1978. Arcynopteryx amurensis ingår i släktet Arcynopteryx och familjen rovbäcksländor. Inga underarter finns listade i Catalogue of Life.